# Josef du Jardin
Josef Jan du Jardin (Anversa, 9 giugno 1934) è un ex cestista belga.

## Carriera
Con il Belgio ha disputato i Giochi olimpici di Helsinki 1952.

## Palmarès
- Campionato belga: 7

Antwerpse: 1955-56, 1958-59, 1959-60, 1960-61, 1961-62, 1962-63, 1963-64
- Coppa del Belgio: 1

Antwerpse: 1961